# Ziua Limbii Telugu

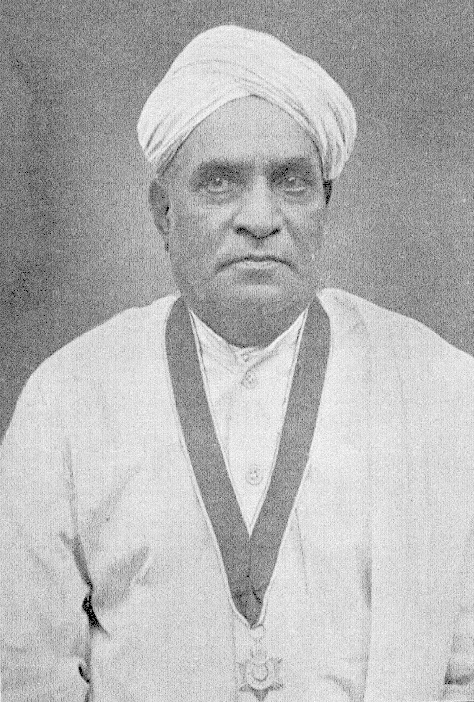
Gidugu Venkata Ramamurthy, scriitor în limba telugu și lingvist

Ziua Limbii Telugu (telugu తెలుగు భాషా దినోత్సవం; IAST: Telugu bhāṣā dinōtsavaṁ; „Ziua limbii Telugu”) este sărbătorită pe 29 august în fiecare an în statele Andhra Pradesh și Telangana din India. Această dată a fost aleasă pentru a coincide cu ziua de naștere a poetului telugu Gidugu Venkata Ramamurthy. El a schimbat stilul de scriere care era bogat în cuvinte sanscrite și a insistat să scrie telugu într-un stil simplu. Guvernul statului Andhra Pradesh alocă fonduri și oferă premii celor mai buni poeți în scopul promovării limbii telugu. Departamentul de Cultură este responsabilul cu organizarea sărbătorii din partea guvernului. 
În această zi, organizații de voluntari precum Telugu Bhasha Chaitanya Samithi oferă stimulente elevilor care excelează în Telugu la clasa a zecea și la examenele de sfârșit de an. Se fac eforturi pentru a crește utilizarea limbii telugu în birourile guvernamentale.
Din cauza globalizării, tot mai mulți părinți sunt interesați să-și educe copiii în limba engleză. În prezent, doar 27% dintre copii din statul Andhra Pradesh studiază în limba telugu. Utilizarea parafrazelor (din engleză) este în creștere, în special în mass-media (de ex. în televiziune). Se consideră că dacă acest lucru continuă, există pericolul ca telugu să devină mai puțin populară sau chiar o limbă moartă. Pentru a evita aceasta, guvernul a decis tipărirea manualelor în telugu, înființarea unei Academii (în 1968) și a unei autorități pentru dezvoltarea literaturii, muzicii, dansului, teatrului, artelor vizuale, poeziei și a tradițiilor populare în telugu (în 2016), printre alte măsuri.